# Distretto di Ab Kamari
Il distretto di Ab Kamari è un distretto nella provincia del Badghis, in Afghanistan. La popolazione, stimata in 36.300 abitanti nel 2002, è in maggioranza tagika con una minoranza di etnia pashtun. Il centro amministrativo del distretto è Sang Atesh.